# 天津开放大学宝坻分校
天津开放大学宝坻分校，简称宝坻电大，是天津市宝坻区唯一一所成人教育学校，天津电大宝坻工作站成立于1979年，2001年更为天津广播电视大学宝坻分校，2020年12月29日更为现名。学校位于天津市宝坻区东街12号，占地18300平方米，建筑面积8612平方米。